# August Gutzmer
August Gutzmer   (Neustadt (Dosse), 2 de febrer de 1860 - Halle, 10 de maig de 1924) va ser un matemàtic alemany, que va ser president d'algunes comissions estatals per a la millora de l'ensenyament matemàtic i científic.

## Vida i Obra
Gutzmer va néixer prop de Schwerin però la seva família es va traslladar a Berlín quan ell tenia vuit anys. A Berlin va estudiar al Friedrichswerdersche Gymnasium fins al 1881. De 1881 a 1884 va assistir a classes de matemàtiques a la universitat de Berlin com oient. Es va graduar el 1887 a Berlin.
Va començar la seva carrera acadèmica publicant cinc articles a la revista portuguesa Jornal de Sciencias mathematicas e astronomicas (més conegut com a Teixeira's Journal) entre 1887 i 1890. El 1893 va obtenir el doctorat a la Universitat de Halle amb una dissertació sobre certes equacions diferencials parcials. Cassat en el mateix any, va deixar la docència per administrar les terres de la seva dona. El 1894 va reprendre la seva carrera acadèmica a la Universitat Tècnica de Berlín i l'any següent va obtenir l'habilitació a la universitat de Halle on va donar classes com a professor ajudant fins al 1899.
De 1899 a 1905 va ser professor titular a la universitat de Jena. El 1905 va tornar a la universitat de Halle (succeint Georg Cantor) on va romandre fins a la seva mort el 1924. Va ser rector de la universitat (1914-1915), president del Comitè Alemany per a l'Ensenyament Científic i Matemàtic (1908-1913), membre de l'Academia Leopoldina des de 1900 i el seu president des de 1921.
Gutzmer va publicar més de quaranta obres; entre elles, son especialment rellevants els seus informes sobre les activitats dels comitès d'ensenyament científic. També va escriure una història de la Societat Alemanya de Matemàtiques.